# 貓城記
《貓城記》，這本書是一本由作家老舍於1932年創作的一部諷剌性長篇小說，是一个直露的寓言。內容是講述「我」到火星探險，飛機卻不幸墜毀，流落到在故事中的一個地方——貓人國，這裡住著一些半貓半人的生物。小说中科幻是虚，暗喻是实。在這裡，可以看到政治、軍事、外交、文化和教育各方面的暗喻，並可以目睹這個國家的愚昧、落後、麻木和苟且。這本書後來被翻譯成多種外文版本，其知名度僅次於名作《駱駝祥子》（另一老舍著作）。 此書初在1932年8月起在一本名叫《現代》的雜誌連載，1933年4月刊載完畢，同年8月出版單行本。

## 故事情節
「我」和朋友駕駛飛機，墜毀在火星上，清醒後發現自己被一群未知的貓人關押起來。一個貓人大蠍幫助「我」逃脫，由此「我」了解了貓國的情況，發現貓人集體沉湎於迷葉中，完全喪失了尊嚴和思想。「我」跟隨大蠍前往貓國首都貓城，結識了公使太太、小蠍、大鷹等。敵國進攻貓國，小蠍和大鷹試圖帶領貓人反抗，最終以身殉國。大蠍投降被殺，「我」目睹了貓國覆滅和貓人慘遭屠戮後，搭乘法國飛機，返回地球。

## 貓人國的背景
貓人國拥有两万多年的文明。在古代，他们在外国的戰役中打胜过。可是在最近的五百年中，服食迷葉、自相残杀令他们完全把「打倒外国人」這個理念忘記，导致文明開始退化。

## 現實中的政治
此書的諷剌性在於對國民劣根性的大膽揭露。小说把国民性放大了，像一幅漫画，夸张地表现当时中国人的缺陷。但老舍的笔是市民的笔，眼是市民的眼；他写的是那些被践踏的人的看法和感受，因此没有什么“思想上的深度”。夏志清认为“此书成为中国作家对本国社会最无情的批评”

## 主要人物和道具
我——小说的主人公，因飞机失事坠落火星，期间目睹猫国的腐朽及灭亡，后被法国飞机救回地球。
大蝎——小说中首位登场的有名字的猫国人，將「我」從拘禁中救出，試圖藉助「我」的外國人身份，保護其種植的迷葉。年轻时也曾有激进思想，但后来仍成为「大地主兼政客、诗人与军官」，在向敌国投降时被杀。
小蝎——大蝎之子，曾出国学习，对猫国现状理解透彻，被主人公“我”认为是猫国“唯一的明白人”，常带悲观绝望的“敷衍”态度，在抵抗敌国失败后用主人公“我”的手枪自尽。
迷——小蝎的情人，在小蝎抵抗敌国失败后与小蝎一起用手枪自尽。
大鹰——小蝎的好友，不吃“迷叶”，被猫国人认为伪善而排斥，“活着没作亡国的事，死了免作亡国奴”，自尽以贡献其头颅使小蝎能够得以号令军队。
公使太太——猫国已故公使的夫人，主人公“我”初到猫城时的房东，常以“到过外国，不吃迷叶”自夸，死于雨后房屋倒塌。
猫国——疑似指中国，证据如“在火星上各国还是野蛮人的时候，已经有了教育制度”“是个古国”，有陶瓷技术。
迷叶——疑似指鸦片，由外国传入猫国，少食使人精神，但多食则使人丧命，被猫国定为“国食”。
国魂——猫国的货币名称。
猫城——猫国的首都。
外国城——疑似指租界，位于猫城西，外国人居住的地方，但主人公“我”始终未到那里去，故小说中无对其的描写。
大家夫司基——一种从外国传入猫国的类似平均主义、自由主义的政治主张，被猫国人不明就里地滥加利用。
哄——“是种政治团体组织，大家联合到一块拥护某种政治主张与政策”，相当于猫国的政党。
马祖大仙——疑似指马克思主义，猫国人认为所谓“马祖主义”是“打倒家长，打倒教员，恢复自由”。
敌国——疑似指日本，其国家距猫国很近，“身量多数都比猫人还矮些，脸上的神气似乎都不大聪明，可是分明的显出小气与毒狠的样子”。